# Pithiviers-le-Vieil
Pithiviers-le-Vieil és un municipi francès, situat al departament del Loiret i a la regió de Centre – Vall del Loira. L'any 2007 tenia 1.907 habitants.

## Demografia

### Població
El 2007 la població de fet de Pithiviers-le-Vieil era de 1.907 persones. Hi havia 700 famílies, de les quals 126 eren unipersonals (73 homes vivint sols i 53 dones vivint soles), 240 parelles sense fills, 301 parelles amb fills i 33 famílies monoparentals amb fills.
La població ha evolucionat segons el següent gràfic:
Habitants censats

### Habitatges
El 2007 hi havia 783 habitatges, 716 eren l'habitatge principal de la família, 23 eren segones residències i 44 estaven desocupats. 750 eren cases i 33 eren apartaments. Dels 716 habitatges principals, 525 estaven ocupats pels seus propietaris, 135 estaven llogats i ocupats pels llogaters i 56 estaven cedits a títol gratuït; 1 tenia una cambra, 36 en tenien dues, 87 en tenien tres, 201 en tenien quatre i 391 en tenien cinc o més. 595 habitatges disposaven pel capbaix d'una plaça de pàrquing. A 282 habitatges hi havia un automòbil i a 404 n'hi havia dos o més.

### Piràmide de població
La piràmide de població per edats i sexe el 2009 era:
| Homes | Edats   | Dones |
| ----- | ------- | ----- |
| 0     | 95 o +  | 0     |
| 8     | 90 a 94 | 8     |
| 4     | 85 a 89 | 24    |
| 16    | 80 a 84 | 8     |
| 20    | 75 a 79 | 32    |
| 44    | 70 a 74 | 36    |
| 32    | 65 a 69 | 20    |
| 32    | 60 a 64 | 48    |
| 32    | 55 a 59 | 36    |
| 96    | 50 a 54 | 88    |
| 76    | 45 a 49 | 80    |
| 68    | 40 a 44 | 80    |
| 80    | 35 a 39 | 64    |
| 68    | 30 a 34 | 60    |
| 56    | 25 a 29 | 36    |
| 32    | 20 a 24 | 32    |
| 88    | 15 a 19 | 72    |
| 76    | 10 a 14 | 80    |
| 68    | 5 a 9   | 44    |
| 48    | 0 a 4   | 16    |

## Economia
El 2007 la població en edat de treballar era de 1.281 persones, 988 eren actives i 293 eren inactives. De les 988 persones actives 924 estaven ocupades (511 homes i 413 dones) i 64 estaven aturades (14 homes i 50 dones). De les 293 persones inactives 110 estaven jubilades, 104 estaven estudiant i 79 estaven classificades com a «altres inactius».

### Ingressos
El 2009 a Pithiviers-le-Vieil hi havia 713 unitats fiscals que integraven 1.906,5 persones, la mediana anual d'ingressos fiscals per persona era de 20.399 €.

### Activitats econòmiques
Dels 57 establiments que hi havia el 2007, 1 era d'una empresa extractiva, 3 d'empreses alimentàries, 1 d'una empresa de fabricació de material elèctric, 1 d'una empresa de fabricació d'elements pel transport, 2 d'empreses de fabricació d'altres productes industrials, 12 d'empreses de construcció, 15 d'empreses de comerç i reparació d'automòbils, 5 d'empreses de transport, 1 d'una empresa d'hostatgeria i restauració, 2 d'empreses d'informació i comunicació, 1 d'una empresa immobiliària, 4 d'empreses de serveis, 5 d'entitats de l'administració pública i 4 d'empreses classificades com a «altres activitats de serveis».
Dels 14 establiments de servei als particulars que hi havia el 2009, 1 era un taller de reparació d'automòbils i de material agrícola, 1 paleta, 1 guixaire pintor, 2 fusteries, 1 lampisteria, 1 electricista, 3 empreses de construcció, 2 perruqueries, 1 restaurant i 1 agència immobiliària.
Dels 5 establiments comercials que hi havia el 2009, 2 eren supermercats, 2 grans superfícies de material de bricolatge i 1 una botiga de menys de 120 m².
L'any 2000 a Pithiviers-le-Vieil hi havia 37 explotacions agrícoles que ocupaven un total de 2.525 hectàrees.

## Equipaments sanitaris i escolars
L'únic equipament sanitari que hi havia el 2009 era una farmàcia.
El 2009 hi havia 1 escola maternal i 1 escola elemental.

## Poblacions més properes
El següent diagrama mostra les poblacions més properes.